# 傅說
傅說（？—？），商代时古虞國（今山西省平陸縣）人，商代政治家。其辅佐商王武丁治国，促成了“武丁中兴”，被认为是中国有史可考的第一个圣人。
傅說在傅岩（今山西平陸東）當筑墙刑徒，和許多刑徒一起做苦役。由於虞、虢兩地交界處是交通要道，山澗的流水常常沖壞道路，工匠们筑路很不方便。傅說曾在傅岩山一帶在征服洪水氾濫時因發明「版築法」而聞名遐邇，後被武丁起用。《尚書·說命》記載了三篇武丁與傅說的對話。

## 记载
据先秦时期的《说命》三篇记载：

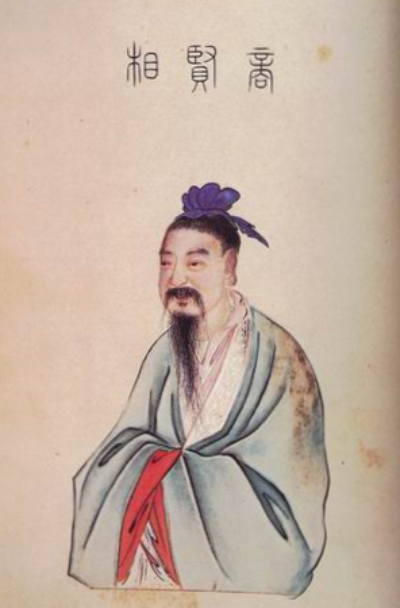
商賢相像（取自清乾隆年間《歷代名臣像解》）

武丁时期有个失国，国君叫失仲，武丁准备征伐他，梦到上天给他一个贤人，可用来作为讨伐失仲。武丁醒来之后，命令百工画了这个贤人的像，派人带着画像到处张贴，在全国寻找。有一个弼人（大臣）在傅岩这个地方发现了一个人，双肩高耸像收敛了翅膀的鸟一样，和图画上的人很像，就是傅说。
当时傅说正在傅岩筑城，上下用力夯筑城墙。这个弼人发现他之后，把他带到商都，武丁一看，确是自己梦中看到的贤人，赏给这个弼人一张强弓和一些好箭。
武丁问傅说：“我梦见上天把你赐给我，是不是这样？”
傅说回答：“是啊。我也梦见了上天说把我赐给你。当时的梦境我还记得，你左手拉着我的衣襟，右手作揖。”武丁大喜，说：“的确是这样。”
其實上帝預告讓失仲滅亡，是因為失仲的妻子生了一对孿生兄弟，这两个孩子样子古怪，像两只小猪，失仲称之为“二豕”，觉得是不祥之兆，想杀了这「二豕」，又拿不定主意，故占卜了一下，向神灵求问：“我是杀了他们？还是不杀他们？”得到的占卜结果是“勿杀是吉”，失仲却违背了神意，杀了其中的一個，留下了“一豕”，神怒而假手武丁来灭掉「失國」。于是武丁就顺应天意，让傅说去讨伐失仲。武丁一直没能动手，因为没有合适的领兵人选。
就这样过了很多年，那一「豕」都成人了，上帝才给了武丁一个傅说，武丁命他带领商师去伐失国，把失仲的城邑围起来攻打，称为“围伐”。失仲和儿子一豕知道打不过商师，为了活命，在城池下面挖条地道，带着近亲族人顺着地道逃走了。傅说领兵占领了失仲的城邑，安抚了老百姓，从此以后失国也就成了殷商的属国。失仲和一豕在逃亡途中，一豕带了一部分族人偷偷地离开了失仲，去自谋生路。后来一豕这一支失族人繁衍成一个戎狄部族，称为“赤捊之戎”。
傅说伐灭失仲之后，武丁又命他在北海的一个岛上筑了一座城，当作“圜土”，就是监狱。傅说完成筑城之后，回来交工。武丁发现他真的是很有才能，于是封他为“公”。武丁又谦虚地要求傅说及时向自己进谏，希望能使自己像太戊一样“克辟万民”。

## 考证
傅说的故事有很强的神话色彩，我们可以这样理解：高宗武丁继位時，正逢西戎為患，朝政衰敗；武丁為使國家振興，便隱瞞王室身份，深入瞭解民間疾苦，希望找到一位能輔佐他的得力大臣；有一次，他在建築工地遇到刑徒傅說，他發現傅說雖出身寒微，卻天生聰穎、好學不倦，對國家大事頗有見地；武丁很佩服他的才識，就與之結為好友；在與傅說相處這段期間，武丁學到了不少治國的知識和本領，也就有意借助宗教迷信拔擢傅說為人臣。
在甲骨文卜辞中，提到武丁有一位大臣叫做“侯雀”（雀國侯爵），他曾经带兵攻打失国，后来失国也确实向商王朝进贡。传世文献中的“傅说”在出土文献的郭店楚简《穷达以时》、上博简《竞建内之》，清华简《傅说之命》和《良臣》中被写成类似于“鸢”的名字（得名于其肩部上耸如鸟的肩部，清华简《说命上》也称其“鹃肩如惟”），战国楚简中的“鸢”的上古音与“说”相近，因此传世文献中写为“说”，这就与殷墟甲骨文中的“侯雀”有诸多相似之处：生活时代相同，均为武丁早期属臣；其名称皆与鸟有关，且从音韵上能通假；主要事迹相仿，是武丁重臣，多次参与祭祀和征伐，特别是都曾征伐“失”国；所居之地相近，都在晋南豫西一带。故卜辞中的“雀”应为文献中的“傅说”。